# هاري سيدلر
هاري سيدلر (بالانجليزية: Harry Seidler)
ولد هاري سيدلر في 25 يونيو 1923 وتوفي في 3 مارس 2006 . كان مهندس معماري أسترالي المولد ويعتبر واحدا من رواد الأسس الرئيسية لمنهجية الحداثة في أستراليا والمهندس الأول للذي أوضح التعبير الكامل لمبادئ مدرسة باوهاوس في أستراليا.
صمم سيدلر أكثر من 180 مبنى  وحصل على اعتراف كبير لمساهمته في الهندسة المعمارية في أستراليا. سيدلر كان دائما يفوز بالعديد من الجوائز المعمارية كل عشر سنوات تقريبا طوال حياته المهنية الأسترالية التي تصل تقريبا إلى 58 سنة في أنحاء متنوعة – في أعماله السكنية من عام 1950، وفي أعماله التجارية من عام 1964، وفي اللجان العامة من عام 1970 . وكان شخصية مثيرة للجدل طوال حياته المهنية الطويلة كما أنه انتقد علنا سلطات التخطيط ونظام التخطيط في سيدني.

## حياته السابقة
ولد سيدلر في فيينا، وهو ابن صانع غزل ونسيج يهودي. هرب عندما كان مراهقا إلى إنجلترا لاحقا بعد احتلال ألمانيا النازية لأستراليا في عام 1938 .

## تعليمه

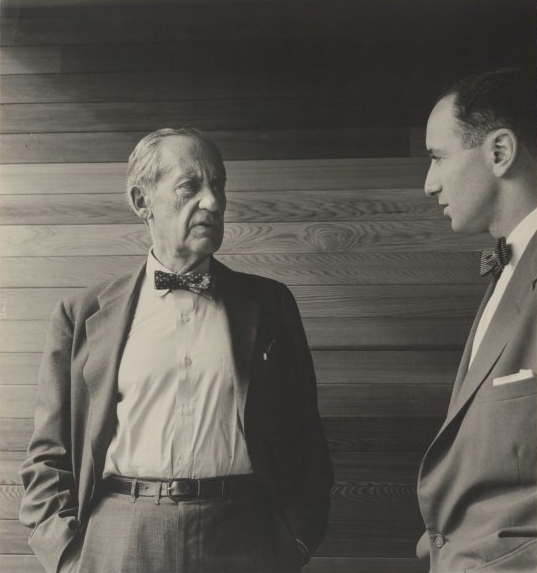
صورة شخصية لوالتر غروبيوس مع هاري سيدلر في سيدني داخل منزل جوليان روز، واهرونجا نيو ساوث ويلز (بناء تشطيب المنزل المصمم من قبل سيدلر) - في وقت زيارة غروبيوس لأستراليا في مؤتمر RAIA في مايو 1954.

في انجلترا، درس البناء والتشييد في كلية التقنية بكامبريدج. على الرغم من انه كان لاجئا هروبا من النازية، لأنه ولد في أستراليا، في يوم 12 مايو 1940، كان قد اعتقل من قبل السلطات البريطانية كعدو غريب حيث كان في معسكر الاعتقال في جزيرة مان قبل أن يتم نقله إلى كيبيك، كندا، واستمر احتجازه حتى أكتوبر 1941، عندما أطلق سراحه توجه لدراسة الهندسة المعمارية في جامعة مانيتوبا في وينيبيغ، كندا، حيث تخرج مع مرتبة الشرف من الدرجة الأولى في عام 1944.
بعد العمل لفترة وجيزة لصالح شركة معمارية في تورونتو، تم تسجيل سيدلر كمهندس معماري في كندا في أوائل عام 1945 . كما أصبح مواطنا كنديا في منتصف عام 1946 .
على الرغم من أنه كان عمره عشر سنوات عندما أغلقت باوهاوس، فإن المحللين كانوا دائما ما يربطون سيدلر بمدرسة باوهاوس لأنه درس في وقت لاحق على يد معلمين باوهاوس إيميغرنت في الولايات المتحدة الأمريكية. التحق بكلية هارفارد للدراسات العليا للتصميم وحصل على يد والتر غروبيوس ومارسيل بريور على منحة دراسية في عام 1945/46 [4] وخلال تلك الفترة قام بعمل إجازة عمل مع ألفار آلتو في بوسطن ووضع خطط تصميمية لمساكن بيكر في معهد ماساتشوستس للتكنولوجيا. ثم التحق بكلية بلاك ماونتين وتعلم على يد الرسام جوزيف ألبرس في منتصف عام 1946 .

## مهنته المبكرة خارج أستراليا
عمل سيدلر في البداية كمساعد أول لمارسيل بريور في نيويورك من أواخر عام 1946 إلى منتصف عام 1948 . ولمدة ثلاثة أشهر في منتصف عام 1948، عمل سيدلر أيضا في ريو دي جانيرو مع المهندس المعماري أوسكار نيمير، الذي اشتهر باستخدام مظلات خارجية في مبانيه الإدارية والتي تم تطويرها في أواخر الخمسينات من القرن الماضي (مثل بيت هورويتز في سيدني) وخطوطه المنحنية في مخططاته التصميمية - والتي شوهدت لأول مرة في أحد أعمال سيدلر من منتصف 1960 وحتى 1970 .

## حياته في أستراليا

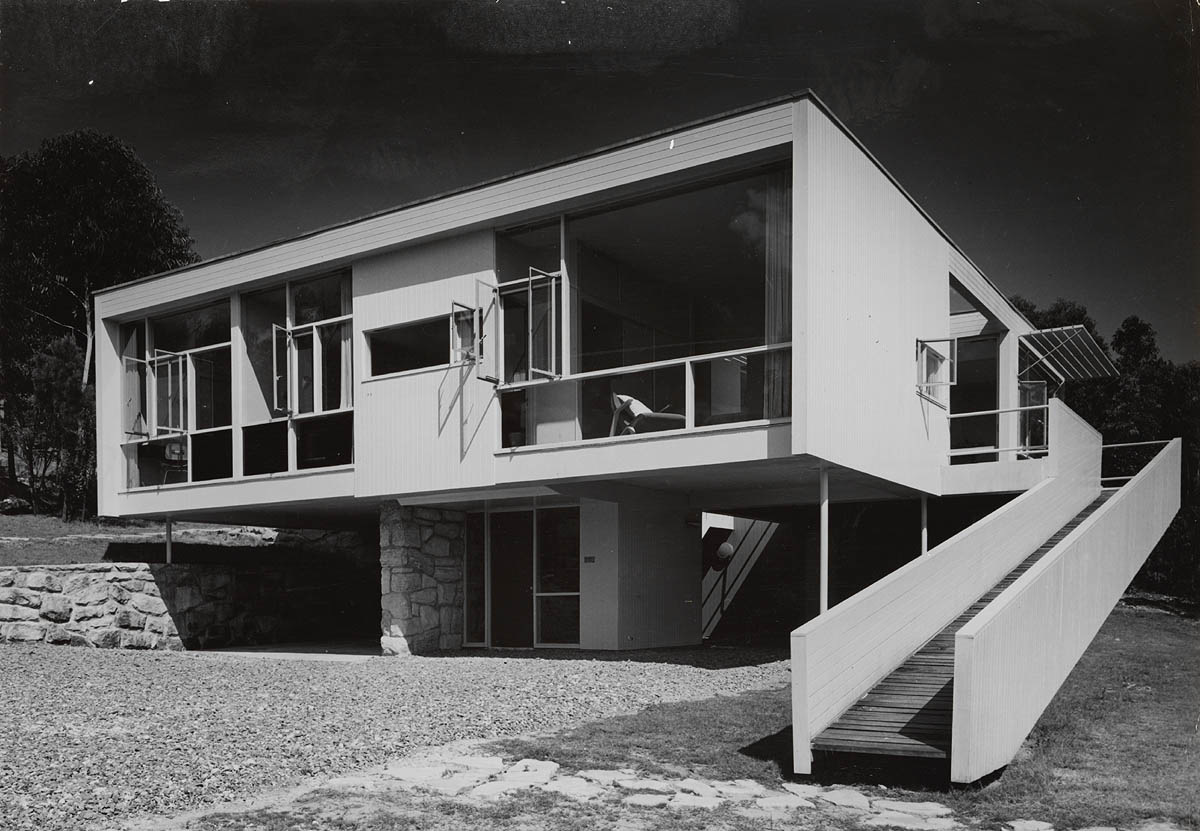
منزل روز سيدلر، وهرونغا (سيدني) 1948–50

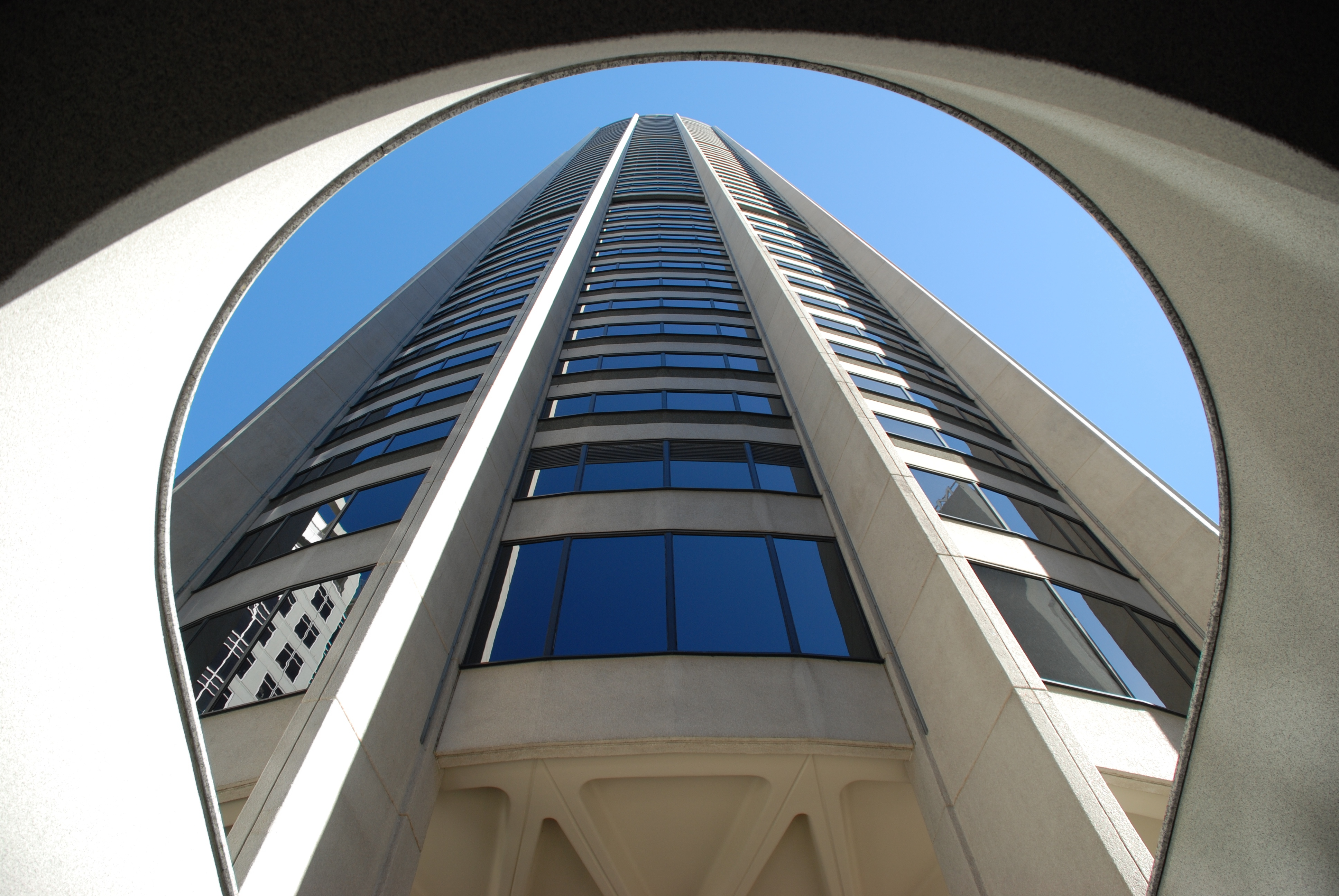
برج ساحة أستراليا (سيدني) 1961–67

هاجر والدا سيدلر إلى سيدني في عام 1946، و (بينما كان يعمل مع بريور في نيويورك) في أوائل عام 1948، كتبت والدته إليه لتكليفه بالمجيء إلى سيدني لتصميم منزلهم. وصل سيدلر إلى سيدني في يوليو 1948، ولم يعزم نية للبقاء في أستراليا، ولكنه قرر البقاء فقط حتى الانتهاء من المنزل. أصبح المنزل يعرف باسم بيت روز سيدلر (1948-1950)، في وهرونغا، في الغابات النائية من ضاحية على الشاطئ الشمالي العلوي في سيدني. وكان هذا المشروع أول مشروع سكني محلي حديث يعبر تماما عن الفلسفة واللغة البصرية للباوهاوس في أستراليا كما حصل على جائزة سولمان في عام 1951 . مع الدعاية الضخمة لهذا البيت، ومجئ آخرون إلى سيدلر لتصميم منازلهم. ووجود العديد من العملاء وتمتعه بمناظر سيدني الطبيعية الخلابة والميناء، قرر سيدلر البقاء في أستراليا. أصبح منزل روز سيدلر متحفا في عام 1991 .
في عام 1960 أسس سيدلر مرة أخرى قاعدة جديدة لتصميماته وذلك من خلال تصميمه لمشروع ساحة أستراليا (التصاميم الأولى عام 1961، مبنى بلازا 1962-64، والبرج 1964-67). في ذلك الوقت، كان برج ساحة أستراليا أطول مبنى خفيف الوزن في العالم. قدم التصميم مفهوم ساحة مفتوحة عامة كبيرة والأعمال الفنية البارزة لأبراج المكاتب في أستراليا.
في عام 1966، ساعد في قيادة الاحتجاجات في محاولة للحفاظ على جورن اوتزون كمهندس رئيسي لدار الأوبرا في سيدني.
وكان عضوا مؤسسا في جمعية العمارة الأسترالية. في عام 1984 أصبح أول أسترالي تم انتخابه كعضو في أكاديمية العمارة، باريس، وفي عام 1987 كان رفيق من أستراليا، وهو الشرف الذي قبله في دعوى علامته التجارية. على مر السنين تم منح السيد سيدلر أيضا خمس ميداليات سولمان من قبل المعهد الأسترالي الملكي للمهندسين المعماريين، فضلا عن الميدالية الذهبية للمهندس الملكي الأسترالي للمهندسين المعماريين في عام 1976، والميدالية الذهبية الملكية من قبل المعهد الملكي للمهندسين المعماريين البريطانيين في عام 1996.
«لقد لعب هاري سيدلر لمدة 50 عاما دورا حيويا في العمارة الدولية، حيث اعترف على نطاق واسع بأنه أعماله تعتبر بمثابة مساهمة أصلية ومبتكرة بشكل مكثف في بنية العمارة في النصف الثاني من القرن العشرين».
- دينيس شارب في مقدمة كتابه المهندسين المعماريين الرؤساء: هاري سيدلر

## حياته الشخصية

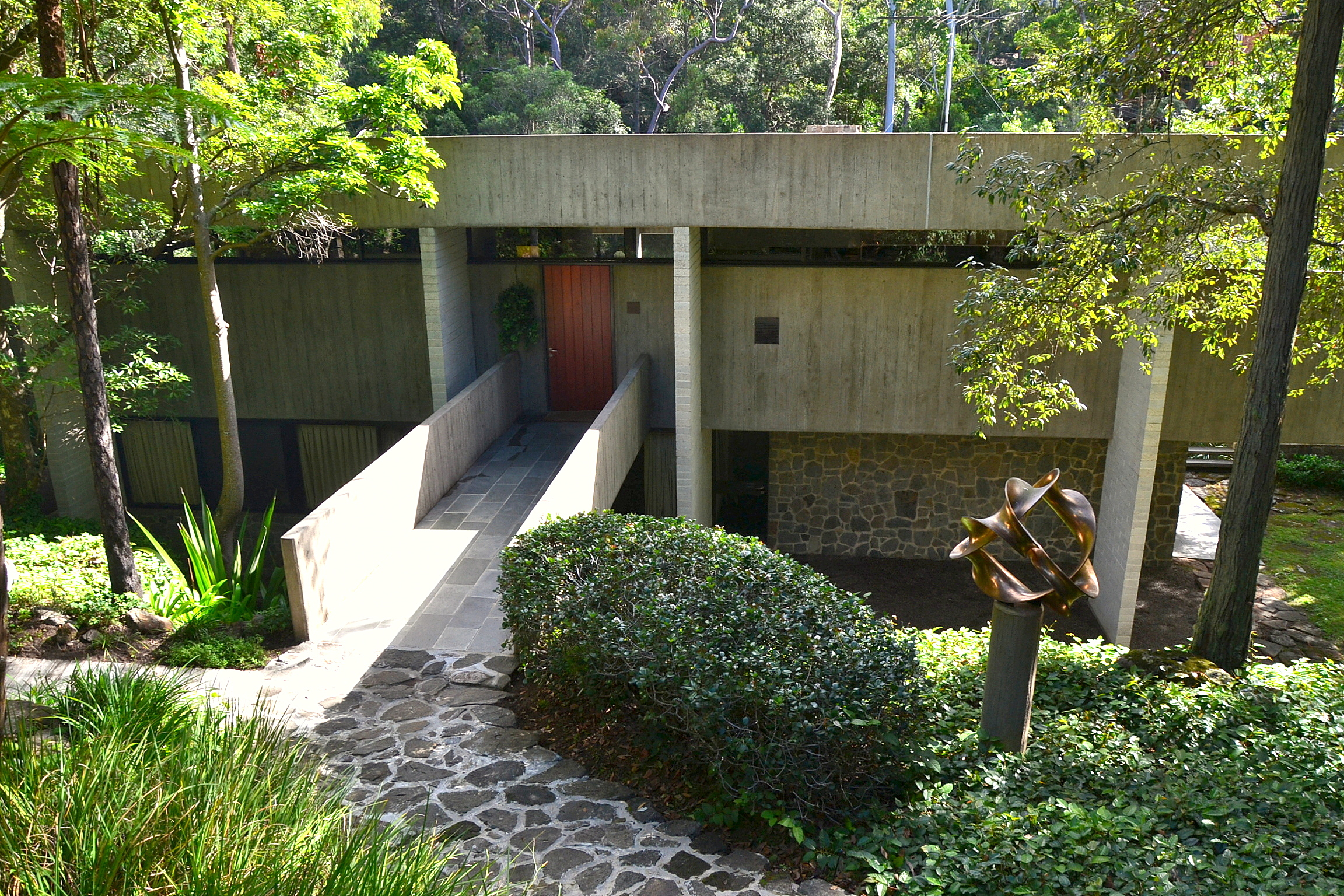
منزل سيدلر في كيلارا، نيو ساوث ويلز

هاري سيدلر سافر إلى أستراليا في عام 1948 على جواز سفره الكندي (الذي حصل عليه في منتصف 1946). وقد أصبح مواطنا أستراليا في أواخر عام 1958 بعد ذلك سيكون لديه جواز سفر للسفر للعمل وقضاء أجازاته (لم يتمكن من تجديد جواز سفره الكندي لأنه كان كنسيا متجنسا لم يعيش في كندا لأكثر من ثلاث سنوات). تزوج هاري سيدلر بينيلوبي إيفات، ابنة كليف إيفات في 15 ديسمبر 1958؛ كان لديهما طفلان.
يتمتع سيدلر بتصوير العمارة في جميع أنحاء العالم، وبعضها موثق في كتابه «ذي غراند تور». كما يتمتع بالتزلج.
حصلت بينيلوبي سيدلر، وهي مهندسة معمارية، على شهادة البكالوريوس في الهندسة المعمارية من جامعة سيدني، وانضمت إلى سيدلر وشركاه في عام 1964 كمهندسة معمارية ومالية. شاركت في تصميم هاري & بينيلوبي سيدلر هاوس في كيلارا (ضاحية سيدني) التي فازت بجائزة نيو ساوث ويلز ويلكنسون لعام 1967.
وفي 24 نيسان / أبريل 2005، عانى سيدلر من سكتة دماغية لم يتعافى منه تماما، وتوفي بسبب تسمم الدم في سيدني في 9 آذار / مارس 2006 في سن 82 عاما.

## الحداثة ومبادئ التصميم

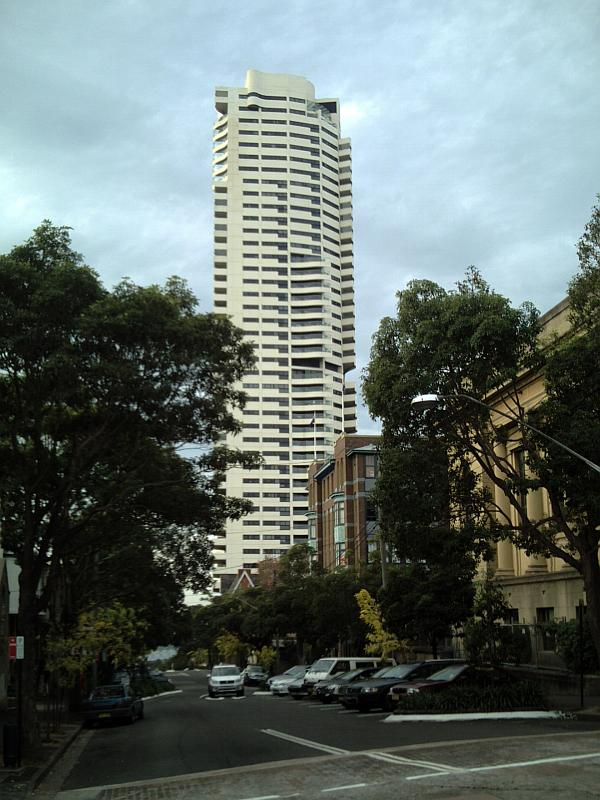
شقق هواريزون ، سيدني 1990–98

وقال سيدلر إن مصطلح «النمط الدولي» هو تسمية خاطئة، ولذلك فهو يعترض على استخدام المصطلح لوصف العمارة الحديثة أو عمله - حيث تغير كلاهما فيما بعد مع تطور الاستخدام الاجتماعي وتكنولوجيا البناء. سوف يفسر سيدلر أن عمارة لو كوربوزييه الحديثة في العشرينات كانت تتسم بوضع أعمدة على بعد 6 أمتار، في حين أنه بحلول منتصف الثمانينات من القرن الماضي، سمحت التكنولوجيا الخرسانية التي تم تشديدها مسبقا بمساحة حرة تبلغ 34 مترا، مما أدى إلى اختلاف التعبير البصري والانفتاح في العمارة.
يظهر عمل سيدلر مزيجا من التأثيرات من أربعة أساتذة حديثين جدد درسوه أو عمل معهم: والتر غروبيوس، مارسيل بريور، (الفنان) جوزيف ألبرز وأوسكار نيمير. حافظ سيدلر على علاقاته مع مرشديه الأربعة حتى بعد وصوله إلى أستراليا. كان سيدلر وسيطا في أن يكون والتر غروبيوس مسئول عن اتفاقية الاتحاد في سيدني في عام 1954. تعاون سيدلر مع مارسيل بريورفي تصميم السفارة الأسترالية في باريس (كما كان بريور مكتب باريس) وكان سيدلر مهندس مشروع بريور لمصنع تورين في بنريث نيو ساوث ويلز في 1970s. قام سيدلر بتكليف أعمال جوزيف ألبرز الفنية لمركز حركة تحرير الكونغو في منتصف السبعينيات. كما حافظ سيدلر على صداقة وثيقة مع أوسكار نيمير من خلال رسائل وزيارات إلى ريو دي جانيرو.
كان لتعاليم غروبيوس تأثير كبير على سيدلر. أيدت تصاميم سيدلر منهجية التصميم الحداثي، التي اعتبرها مزيجا من ثلاثة عناصر: الاستخدام الاجتماعي، تكنولوجيا البناء وعلم الجمال البصري. وأصر دائما على أنه ليس لديه «نمط» ثابت، لأن هذه العناصر الثلاثة كانت في حالة تغير مستمر، وهكذا تطور عمله باستمرار طوال 57 عاما من تصميمه في أستراليا.
تغيرت شكل تصاميم سيدلر مع تغير تكنولوجيا البناء: انتقالا من منازل الأخشاب في الخمسينيات (التي صمم الكثير منها مثل منزل بيور النووي الحيوي)، إلى البيوت والمنشآت الخرسانية المسلحة في عام 1960-1980،  وتطويرها (في مخططات المسقط الأفقي) مع التقدم في تكنولوجيا الخرسانة في عام 1980 وفي وقت لاحق، ظهرت تطورات في تكنولوجيا المنشآت المعدنية التي سمحت بإنشاء الأسقف المنحنية في عام 1990 فصاعدا (على سبيل المثال منزل بيرمان).
وفي تسجيل ل سيدلر (في عام 1980) أشار إلى أن المنحنيات التفاعلية التي استخدمها أوسكار نيمير في بنك بوافيستا في ريو عام 1946 (الذي كان سيدلر قد رآه في عام 1948) قد أثرت على استخدام سيدلر للمنحنيات التفاعلية أيضا في الملاعب الخارجية والجدران الجانبية من في منتصف الستينيات وخلال السبعينات. وعند الاحتفال بمرور 50 عاما على الممارسة المعمارية في أستراليا، أشار سيدلر إلى أن التطورات في تكنولوجيا البناء سمحت بزيادة ثراء الشكل في برج هورايزون الذي سيتم الانتهاء منه قريبا: "لم أكن أستطع بناء هورايزون قبل عشرين عاما باستخدام طرق البناء القديمة... (بطريقة البحور ذات الاتجاه الواحد) لأنه سوف يكون التصميم مقيدا (ولكن هة اريزون) أصبح (ممكنا) من قبل النظم الحديثة مثل الخرسانة سابقة الإجهاد والتي تعتبر... اقتصادية وسريعة، وهذا يمنحك أيضا حرية أكبر في اختيار الأشكال التي يمكنك استخدامها.في الوقت الحاضر كما يمكن أن تمتد التصميمات لمسافات ضخمة والقيام بذلك (عن طريق) ليس بمجرد وضع شبكة من الصلب أو شيء في الخرسانة ولكن باستخدام المنشآت المعدنية، كما يمكن استخدام الأسلاك الفولاذية وسحبها والتي تجعل من السهل أن يمتد السطح لمسافات ويعطي هذا النوع تغييرا في شكل المبنى الذي كان من الصعب جدا تحقيق أي طريقة أخرى.
في الستينيات والسبعينات عمل سيدلر مع المهندس الإنشائي الإيطالي بير لويجي نيرفي لتصميم مركز ميدان أستراليا والأبراج الادارية لمركز (ام ال سي) في سيدني، ومبنى سيدلر الإداري الخاص به في ميلسونس بوينت (سيدني)، ومبنى إدموند بارتون (الذي كان يسمى سابقا مجموعة مكاتب التجارية) في كانبيرا، والسفارة الأسترالية في باريس في أواخر 1970. عمل سيدلر لاحقا مع خليفة نيرفي ماريو ديسيديري لمركز ريفرزيد في بريسبان.
تعلم سيدلر من غروبيوس (باعتباره واحدا من العناصر الثلاثة المهمة التي تبنى عليها العمارة الجيدة) وضع «أنظمة» فعالة لبناء المباني - وذلك بخلاف نظام المنازل الفردية، وهذا يتضمن «جعل أمور البناء أكثر سهولة وفقا لنظام يسمح بتكرار العناصر المتطابقة في البناء». هذا هو السبب في أن كينيث فرامبتون وصف تصاميم سيدلر كلها - بخلاف أعماله السكنيه - ب «العمارة التوازنية». في السبعينات والثمانينيات من القرن العشرين، استخدم سيدلر هندسة الربع التي تربط الخط المستقيم بالمنحنى وتسمح للهياكل والمنشآت ذات الحجم نفسه أن تمتد عبر نصف قطر الربع. ويتجلى ذلك في تصميم سيدلر للسفارة الأسترالية في باريس ومركز كاراليكا (الذي كان يسمى سابقا مركز رينجوود الثقافي).
درس سيدلر أوجه التشابه بين العمارة الحديثة الجيدة والهندسة المعمارية الهيكلية للعمارة الباروكية، وخاصة تصاميم المهندس المعماري الإيطالي فرانشيسكو بوروميني  (الذي تم توضيح أعماله في كتاب الفراغ، الوقت والعمارة من قبل سيغفريد جيديون الذي قرأه سيدلر عندما كان طالب هندسة معمارية). تصاميم سيدلر من سنة 1969 فصاعدا غالبا ما تعرض منحنيات ربع دائرة سلبية وإيجابية (على سبيل المثال، جدران حديقة منزل بيتيت وشيفيت التي لا تزال موجودة، وويستلي، 1969، وشقق كوندومينيوم، أكابولكو 1969-70). منذ الثمانينيات، كان سيدلر غالبا ما يدرج خطوطا مع المنحنيات (مثل منزل هانز ونادي هونغ كونغ)، وقد وصف بعض المعلقين ذلك بأنه بداية فترة «الباروك» عند سيدلر.
كان المنهاج البصري ل سيدلر للترتيب المكاني ثنائي الأبعاد وثلاثي الأبعاد متسقا طوال حياته المهنية، والذي كان يتعارض مع ما تعلمه سيدلر من معلمه الجمالي البصري جوزيف ألبرز. وقال سيدلر انه تعلم المزيد عن التصميم من ألبرس أكثر مما تعلمه في أي مدرسة للهندسة المعمارية. وقال ألبيرز أن التصاميم التي كان لها مرآز عال من الجاذبية بصريا كانت أكثر ديناميكية من التصاميم الأرضية الصلبة - وهذا هو السبب في استخدام سيدلر (في غير تصاميم الأبراج) «ألواح ناتئة تحوم في الهواء الطلق والتي يبدو أنها» تنكر «حقيقة أن الكتلة شيء قوي وثقيل». سيدلر نادى قائلا «جماليا نريد أن نرتقي». . كما قام سيدلر، بعد ألبرس، بإلغاء التماثل التقليدي أو التصاميم الحديثة التي تشبه الشبكة وكأنها ثابتة (وبالتالي أصبحت مملة)، وبدلا من ذلك، قام «سيدلر» باستخدام العناصر المتعارضة لخلق «التلألؤ والتناغم» و «بعض من التشتت البصري» لتكون أكثر ديناميكية بصريا وبالتالي تكون مثيرة أكثر للاهتمام - وهو ما يظهر في نمط نافذة برج بلويز بوينت الذي قام بتصميمه سيدلر (1958-62) والمنظومة ثلاثية الأبعاد المتزامنه المستخدمة في شرفات برج الأفق (1995-1998). وقد رسم سيدلر منظومة الجمال البصري المكانية التي تتضمن «حل الصلابة التقليدية»  في أول عمل له، وهو بيت روز سيدلر. «هذا البيت الذي استبدل الأسطح التي تحيط المنزل عادي أو الفضاء، وتحويلها إلى سلسلة متصلة من الطائرات القائمة بذاتها، والتي من خلالها لا يمكن أبدا للعين أن ترى نهاية، وكان دائما مفتون بما هو أبعد من ذلك، كما يمكنك أن ترى دائما شيء مستمر مطلقا فلا يوجد أبدا عرقلة لرؤيتك، إنها سلسلة متصلة (من الفضاء)، أعتقد أن العين والحواس في القرن العشرين تستجيب بشكل إيجابي لذلك، فإننا نتوق إلى هذا».
في عام 1991، اعترف سيدلر بأن أول منزل له (منزل روز سيدلر) الذي بني من الأخشاب، على الرغم من المظلات الموجودة ناحية الواجهة الشمالية «الا انها كانت عرضة للتغيرات في درجات الحرارة... ولم أكن أقدر تماما شدة الشمس الأسترالية». وهكذا، ولذلك فانه في وقت لاحق من حياته المهنية، سعى إلى استخدام مواد أكثر استقرارا حراريا مثل الخرسانة المسلحة وحاول الاستجابة للمناخ الأسترالي من خلال الاستخدام الواسع من المظلات مثل المظلات ذات الشكل اللامع ومظلات الحماية على ناطحات السحاب التي قام بتصميمها، مثل غروسفينور بلاس، مركز ريفرزيد، و QV1)، والشرفات الكبيرة المغطاة في تصاميمه السكنية، فضلا عن تشكيل تصاميمه التي تتيح توسيع نطاق الرؤية والتمتع بالهواء الطلق من الداخل.

## التعاون مع الفنانين المرئيين
كان سيدلر متعاونا عظيما ومتحمسا مع الفنانين المرئيين في إنشاء مبانيه. وكان من ضمن المتعاونين معه من الفنانين العديد من الشخصيات الشهيرة أو البارزة مثل الكسندر كالدر، فرانك ستيلا، لين اوتزون، نورمان كارلبرغ، تشارلز. بيري (آخر اثنين كانوا زملاؤه ولكن في وقت لاحق والذين تعلموا على يد جوزيف ألبرز)، هيلين فرانكنتالر، سول ليويت وغيرهم الكثير، حتى الآن كان أهم من المتعاونين له معلمه ألبيرس. وتتضمن أعمال سيدلر العديد من أفكار ألبرز - ربما كان هو الشخص الوحيد الأكثر تأثيرا في فلسفة التصميم عند سيدلر - في عدد من المشاريع (وخاصة مركز حركة تحرير الكونغو مع "وليج تو ذي سكوار" (الذي أعيد شراؤه لاحقا من قبل مؤسسة ألبيرس، المصارعة "على الجانب الشرقي من ام ال سي بلازا) كما بدأ سيدلر في عام 1966 لاعداد وتصميم برج ساحة أستراليا وهي ساحة لعرض المفروشات من قبل لو كوربوزييه وفيكتور فاساريلي - تم استبدالها في أواخر عام 2003 بجدارية سول ليويت. كما اختار سيدلر الأعمال الفنية الأسترالية التي سيتم شحنها في عام 1977 لتكون جاهزة للعرض لافتتاح السفارة الأسترالية في باريس في أوائل عام 1978. كما أشار بول بارتيزان في تكريمه عند نعيه ل سيدلر، أن هذه الأعمال الفنية لم تكن مجرد " فنون "؛ ولكنها من المخطط حقا أن تكون متكاملة مع المباني التي وضعت فيها" في العديد من مشاريعه، عمل سيدلر مع الفنانين الذين أصبحت أعمالهم عنصرا جوهريا في تصاميمه."

## قائمة بالأعمال والمباني

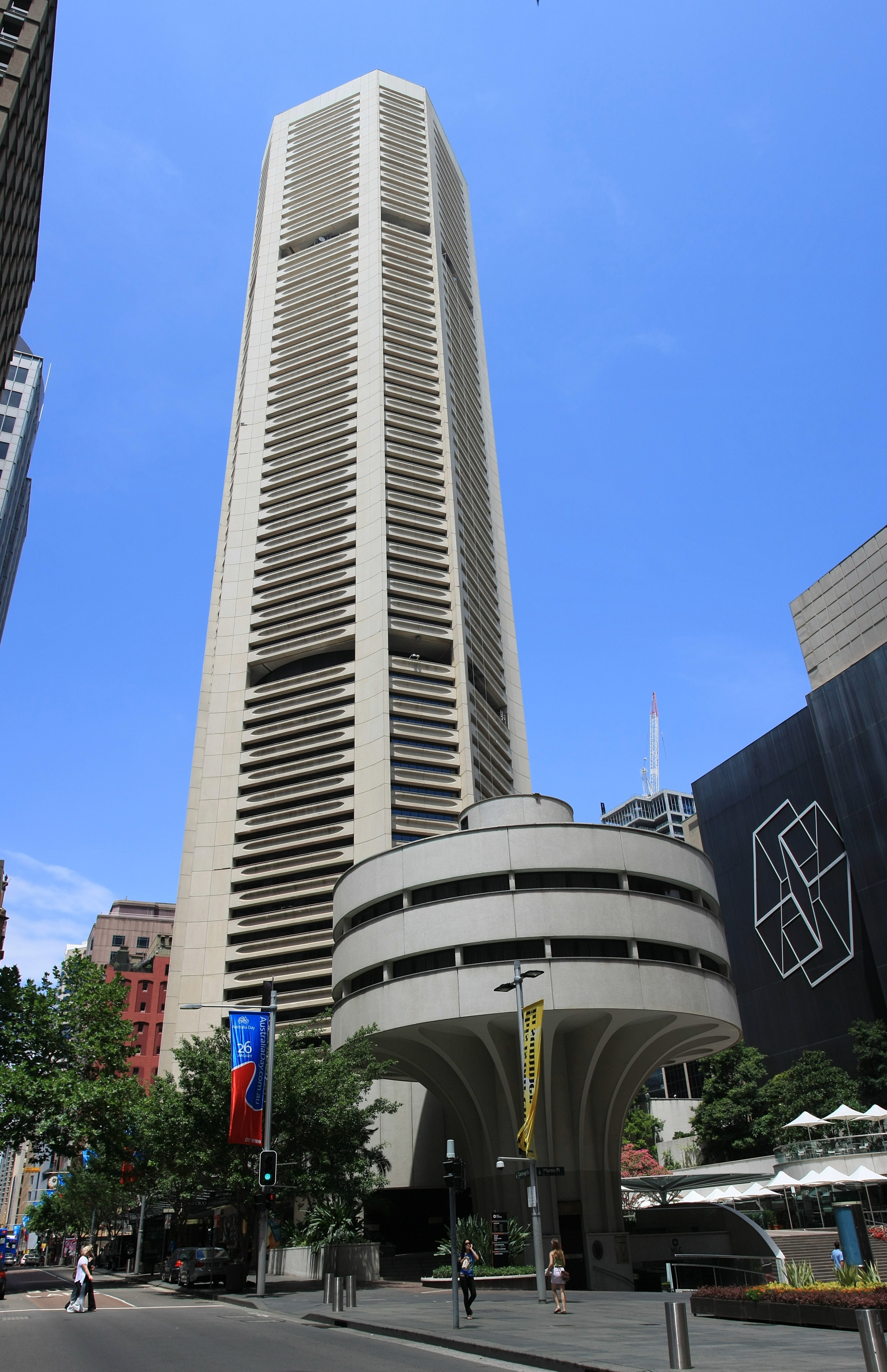
مركز ام ال سي، سيدني، 1972–75

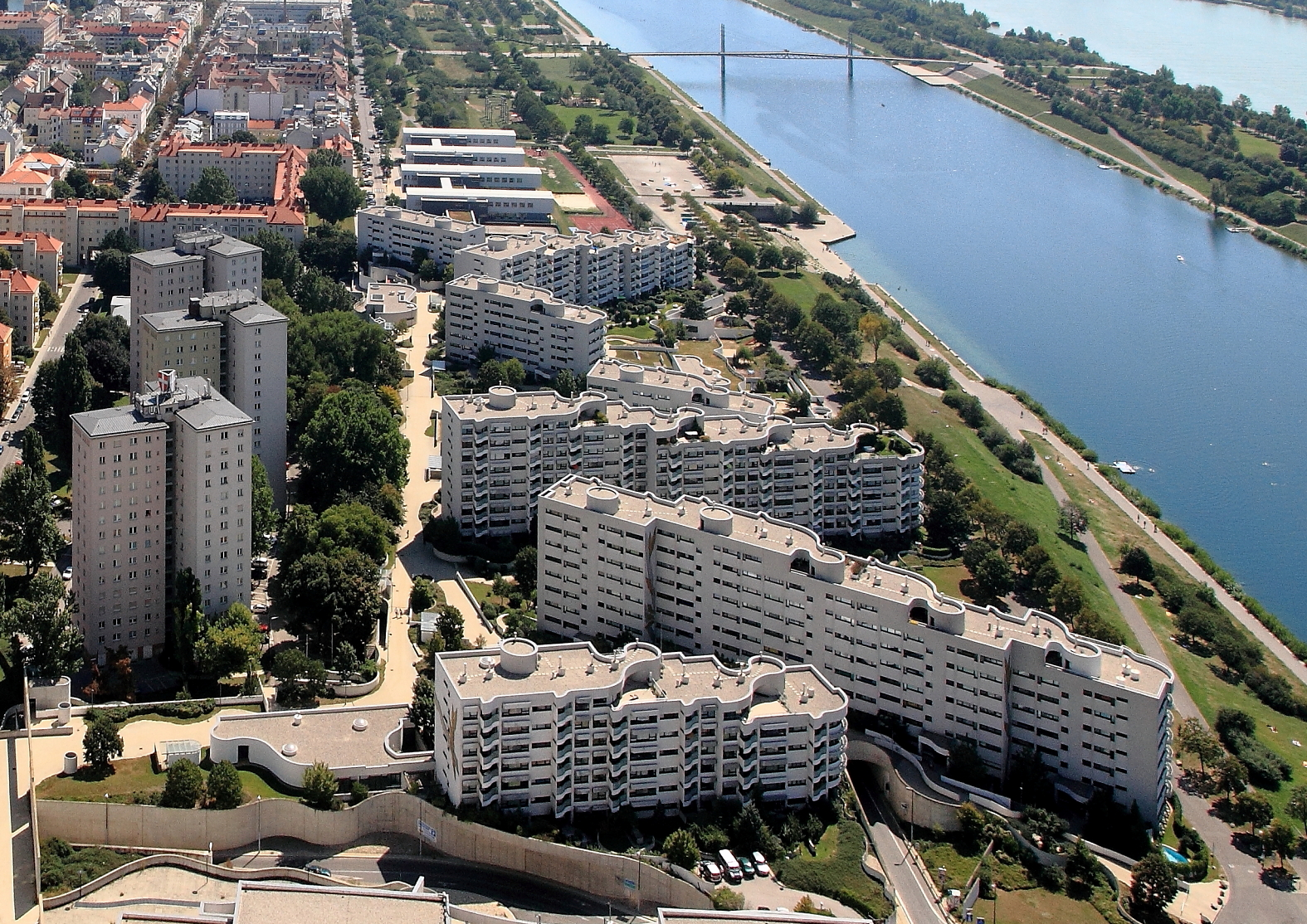
وونبارك-نيو-دوناو، فيينا، النمسا، 1993

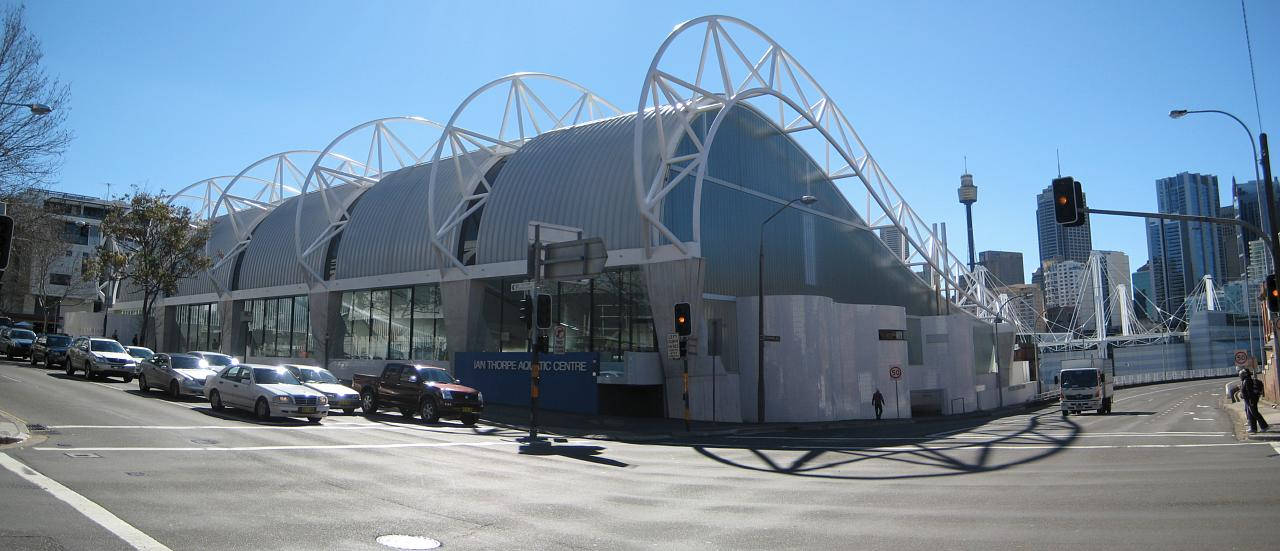
مركز إيان ثورب أكواتيك، ولتيمو، سيدني، 2001–07

- 1948-50: منزل روز سيدلر، وهرونغا (سيدني)
- 1949-54 : منزل جوليان روز، وهرونغا (سيدني)
- 1949-53: منزل ماركوس سيدلر، وهرونغا (سيدني)
- 1950: منزل ميلر، كاستلكراغ (سيدني)
- 1952: منزل هوتر، تورامورا (سيدني) - وتم اقتراح العديد من التعديلات به حتى أنه لم يتبقى أي شيء من تصميم سيدلر.
- 1952-54: منزل ويليامسون، (المعروف أيضا باسم إيغلو هاوس)، ومسمان (سيدني)
- 1952-54: منزل ثورلو، بلاكيهورست (سيدني)
- 1954: منزل بودن، ديكين (كانبيرا)
- 1957: منزل غلاس، تشاتسوود (سيدني)
- 1959: نادي كانبيرا جنوب البولينج، جريفيث (كانبيرا) منذ هدمها
- 1960 :، حدائق إيثاكا، جزء رئيسي من مبنى إليزابيث، (سيدني)
- 1961: بيت المعارض غريمسون وروز، بينانت هيلز (سيدني) - (منذ الهدم)
- 1961: برج بلويز بوينت، ماكماهونس بوينت (سيدني)
- 1961: منزل وود، بنريث (سيدني)
- 1961-67: برج أستراليا سكوير، سيدني
- 1962: نادي تزلج لودج، ثريدبو
- 1963: منزل مولر، بورت هاكينغ (سيدني)
- 1963-65: شقق روشكوترز باي (والتي تم تسميتها لاحقا «أكواريوس»، روشكوترز باي (سيدني)
- 1964-67: شقق لجنة الإسكان في نيو ساوث ويلز، روزيبيري (سيدني)
- 1964-68: مجموعة غاران للإسكان، كانبيرا (منذ الهدم)
- 1965-68: مجموعة كامبل للإسكان، كانبيرا (منذ إعادة الطلاء بالتناوب بالأسود والأبيض)
- 1965-66: شقق أرلينغتون، إدجكليف (سيدني)
- 1966-67: منزل هاري وبينيلوبي سيدلر، كيلارا (سيدني)
- 1969-70: شقق كوندومينيوم، أكابولكو، المكسيك
- 1970-74: مبنى إدموند بارتون (مكاتب المجموعة التجارية سابقا)، كانبيرا
- 1971-72: منزل غيسينغ، وهرونغا (سيدني)
- 1971-72: مكاتب، 41 مكلارين سانت، شمال سيدني (سيدني)
- 1972-75: مركز حركة تحرير الكونغو، سيدني
- 1973-77: سفارة أستراليا، باريس، فرنسا
- 1973-94: مكاتب وشقق هاري سيدلر، ميلسونس بوينت (سيدني)
- 1978-80: مركز كاراليكا (مركز رينغوود الثقافي سابقا) (مع وجود العديد من التعديلات بخلاف تصميم سيدلر)، رينغووود (ملبورن)
- 1978-82: 72 شقق برود بيتش (ساحل الذهب) (وتسمى الآن مياه برودبيتش)
- 1979-82: هيلزيد هوسينغ، أوغوستا فيلاج، كورالبين، كوينزلاند.
- 1980-84: مبنى نادي هونغ كونغ، مركز هونغ كونغ المركزي
- 1981-83: منزل ميرسون، بالم بيتش (سيدني)
- 1982-84: مجلس مدينة موناش (مركز وافيرلي المدني سابقا)، غلين وافيرلي (ملبورن)
- 1982-84: مجموعة منازل لاكيفيو تاون (سابقا " مجموعة منازل يارالوملا ') يارالوملا (كانبيرا)
- 1982-88: قصر غروسفينور، سيدني
- 1983-84: منزل هانز، كامراي (سيدني)
- 1983-86: مركز ريفرسايد، بريسبان
- 1984-89: 9 شارع كاستليريه (مركز كابيتا سابقا)، سيدني
- 1985: ورشة أعمال جزيرة جاردن دوكيارد، جاردن آيلاند (سيدني)
- 1985-89: 1 شارع الربيع (شل هاوس سابقا)، ملبورن
- 1987: فندق هيلتون، شارع إليزابيث، بريسبان [26]
- 1987-91: QV1، بيرث
- 1989-91: منزل هاميلتون، فاوكلوس (سيدني)
- 1990: معرض موناش الفني (مع بعض الإضافات بخلاف تصميم سيدلر)، ويلرز هيل (ملبورن الخارجي)
- 1990-98: شقق هورايزون (والمعروفة في الأصل باسم شقق أي بي سي)، دارلينغهورست (سيدني)
- 1993-98: وونبارك نيو دوناو، فيينا، النمسا
- 1994-95: بيت ميريس، بيرشغروف (سيدني)
- 1995-96: بيت جيلهوترا، هونتيرز هيل (سيدني)
- 1995-00: مشروع برج غرولو، ملبورن (لم يبنى حتى الآن)
- 1996-98: مكاتب شارع إليزابيث، سوري هيلز (سيدني) - التي يشغلها مجلس أستراليا.
- 1996-99: بيت بيرمان (الذي يعرف أصلا باسم «بيت المرتفعات الجنوبية»)، منذ عام 2010 تم تسويقه للإقامة من قبل المالك الجديد باسم «منزل سيدلر») جوادجا، نيو ساوث ويلز
- 1996-02: هوشهوس نيو دوناو، فيينا، النمسا
- 1999-04 شقق كوف، سيدني
- 1999-05: ريباريان بلازا، بريسبان
- 1999-00: معرض أركا، بيرث
- 2001-06: برج ميريتون، سيدني
- 2001-03: شقق نورث، سيدني
- 2001-07: مركز إيان ثورب المائي (سابقا «مركز أولتيمو المائي»)، ولتيمو، سيدني
- 2004-09 :، أمواج هاميلتون، تونهوسس، جزيرة هاميلتون، كوينزلاند.
- 2004-09: مبنى التحالف الفرنسي، سيدني (آخر تصميم تجاري وعامي)

## الجوائز والتكريمات
- 1951، 1967، 1981، 1983، 1991 وسام السير جون سولمان.
- 1965، 1966، 1967، 1999 جائزة ويلكنسون.
- 1966 الزمالة الفخرية من المعهد الأمريكي للمهندسين المعماريين.
- 1967 جائزة التصميم المدني.
- 1968 جائزة بان باسيفيك من المعهد الأمريكي للمهندسين المعماريين.
- 1976 الميدالية الذهبية من المعهد الملكي الأسترالي للمهندسين المعماريين.
- 1984 عضو في أكاديمية العمارة، باريس.
- 1984 عضو فخري في جمعية الفنانين الجرافيكيين في النمسا (كونستلرهاوس).
- 1985، 1987، 1989، 1991، 1992، 2001 مرتبة الشرف المتنوعة للمعهد الأسترالي الملكي للمهندسين المعماريين.
- 1985 المواطنة الفخرية للنمسا.
- 1987 رفيق من أستراليا (أعلى شرف في أستراليا).
- 1990 الميدالية الذهبية من مدينة فيينا [27]
- 1992 وسام الضباط من الإمبراطورية البريطانية.
- 1996 الميدالية الذهبية للمعهد الملكي للمهندسين المعماريين البريطانيين [27]
- 1996 الديكور النمساوي للعلوم والفنون.
- 2002 الشرف الذهبي من فيينا.
- 2004 وسامة الشرف للمرتفعات الدولية من مدينة فرانكفورت ل «شقق كوف» في سيدني.

## المعرض

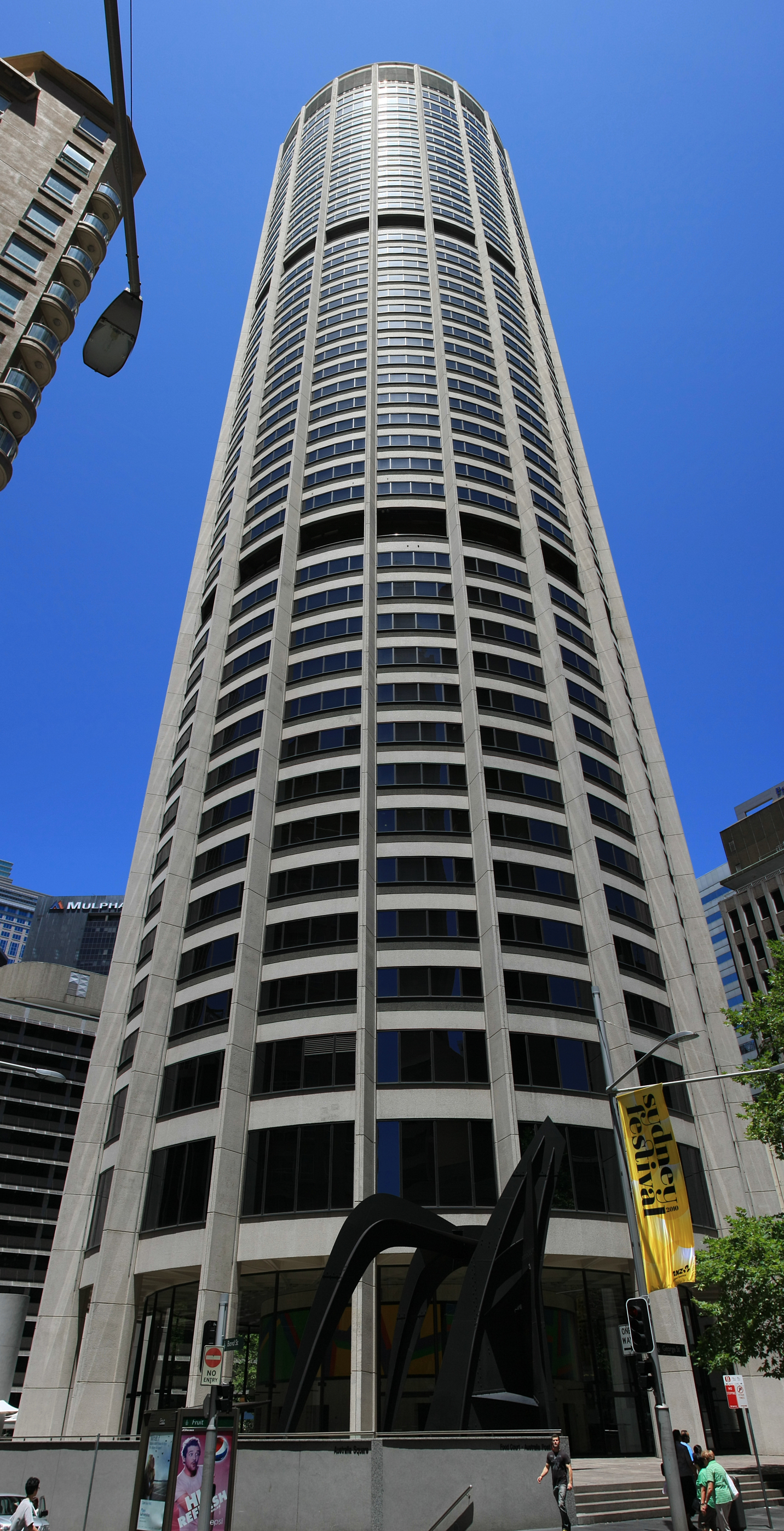
ميدان أستراليا، سيدني (1961-67)
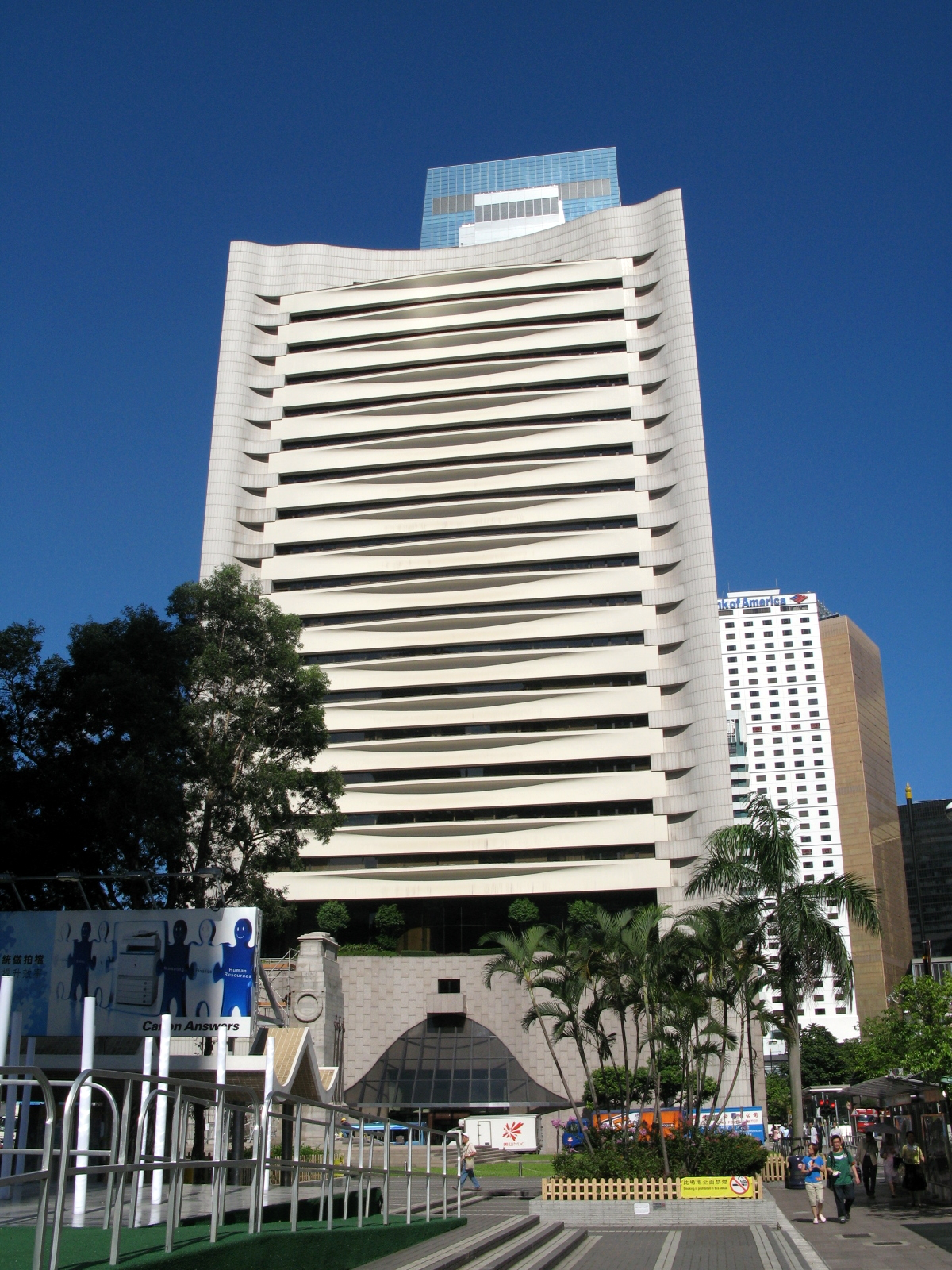
مبنى نادي هونغ كونغ، هونغ كونغ، 1980
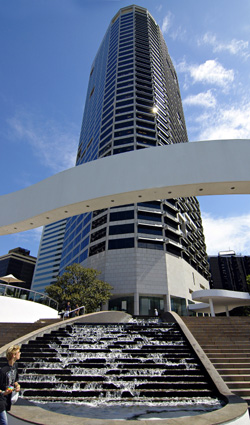
مركز ريفرزيد، بريزبان (1983-86)
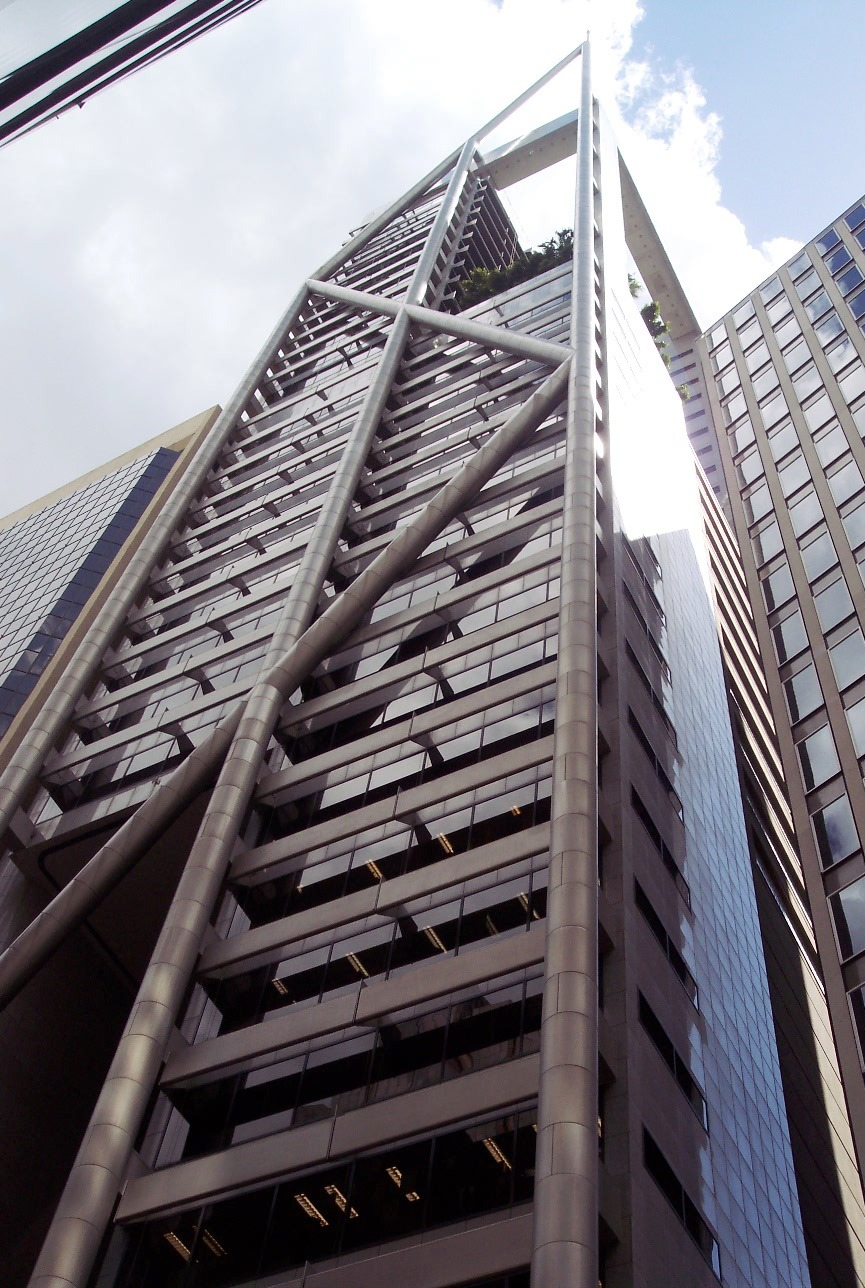
9 شارع كاستليريه (مركز كابيتا سابقا)، سيدني (1984-89)
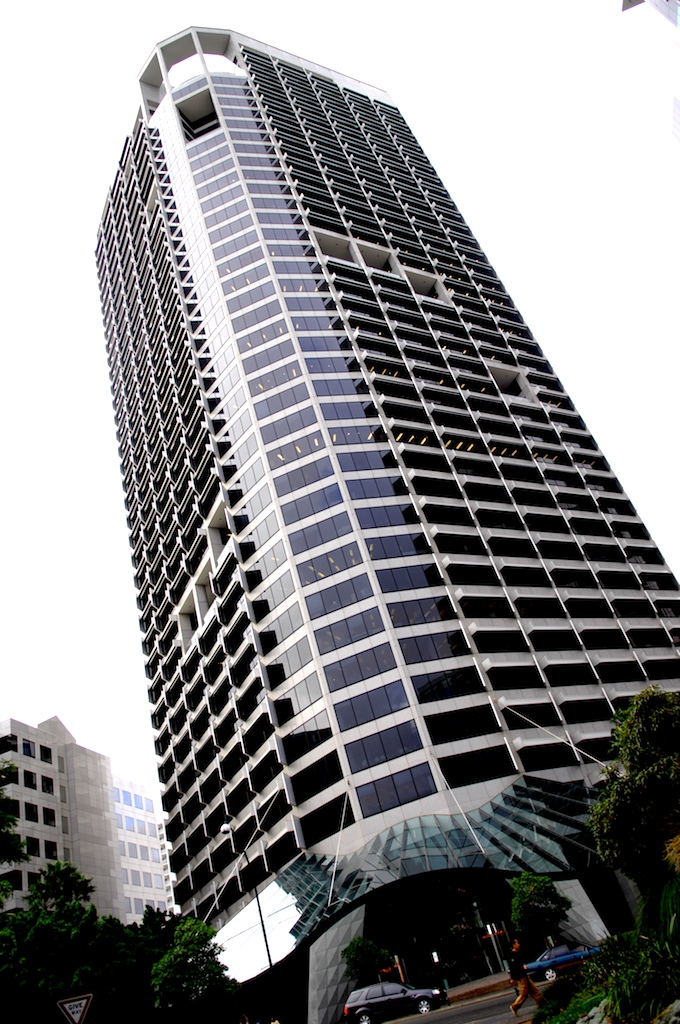
QV.1، بيرث (1988-1991)
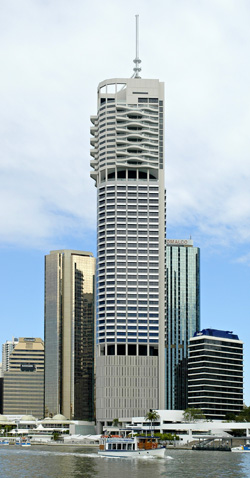
ريباريان بلازا، بريسبان (1999-2005)
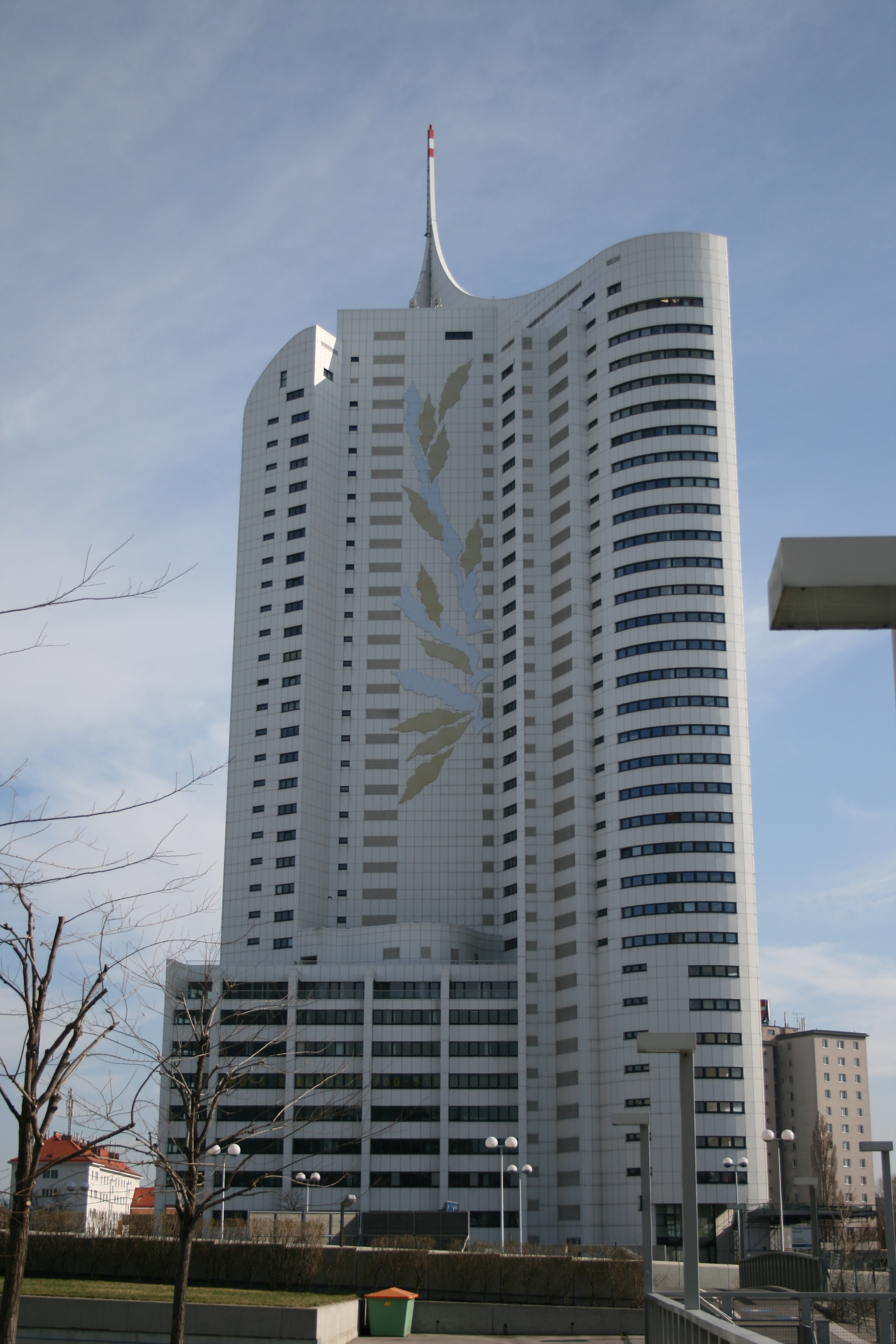
هوخهوس نيو دوناو، فيينا، النمسا (1999-2002)
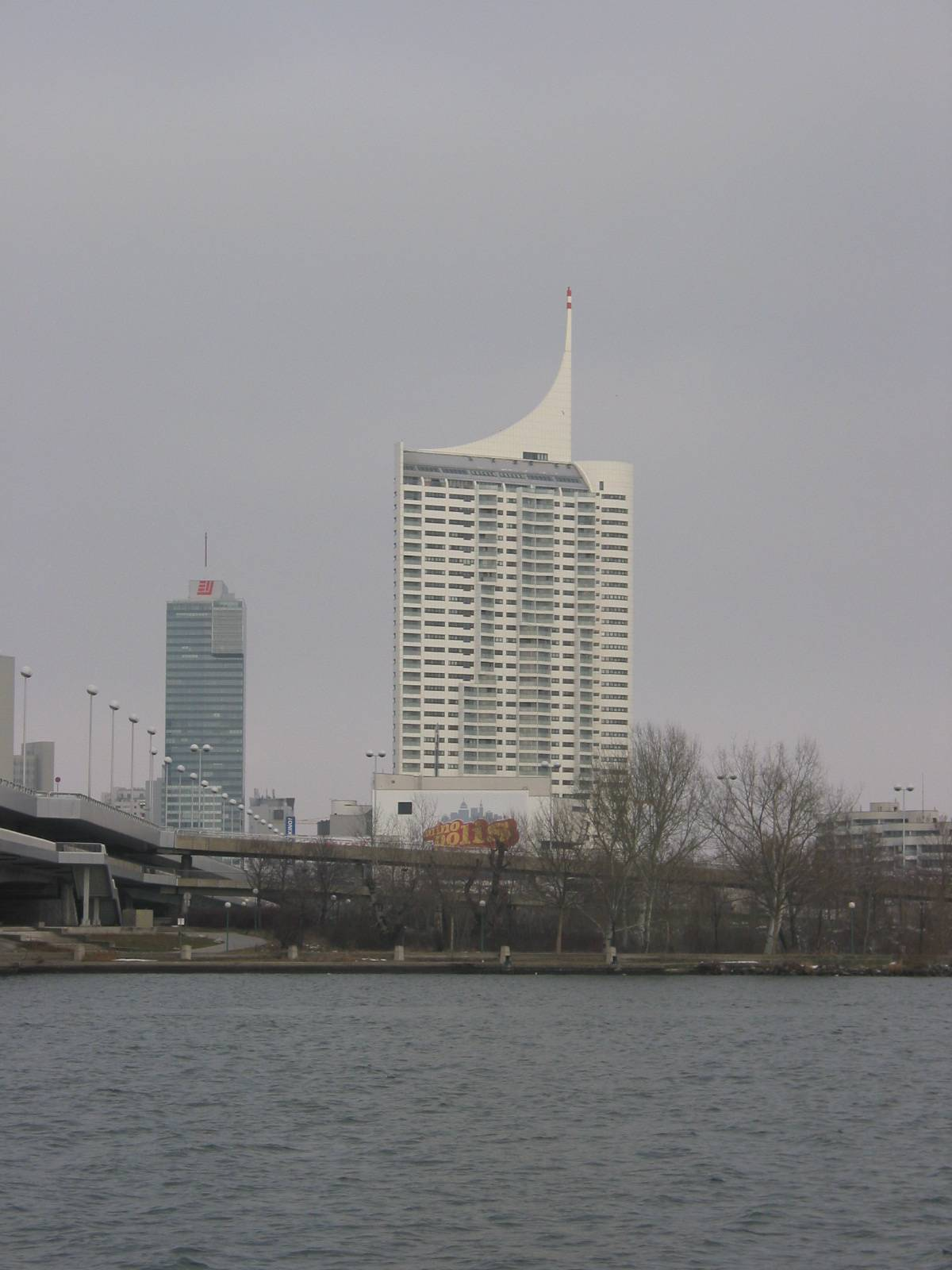
هوخهوس نيو دوناو، فيينا، النمسا (1999-2002)

## الأدب
كتب تم تدوينها من قبل هاري سيدلر :
- منازل، تصاميم داخلية، مشاريع (1954) منشورات عامة مرتبطة، سيدني. إعادة طبع هورويتز، Sydney1959 (خارج الطباعة)
- الاعتصام: يوميات هاري سيدلر مايو 1940 - أكتوبر 1941، ألين & أونوين، سيدني 1986؛ أونوين هيمان 1987، إيسبن 0-86861-915-9، بالتعاون مع جانيس ويلتون، جوديث وينترنيتز (خارج الطباعة)
- جولة الكبرى، السفر في العالم مع عين المهندس المعماري، تاسشن 2004، إيسبن 978-3-8228-2555-6 (الإنجليزية، 704 صفحات). طبعات بلغات أخرى.

## روابط خارجية
- هاري سيدلر الموقع الرسمي
- أركيتكتورا - هاري سيدلر
- أعمال هاري سيدلر
- نينمسن موقع الأحد - «تفكيك هاري»
- مجموعة هاري سيدلر - مكتبة ولاية نيو ساوث ويلز
- ذكرى هاري سيدلر
- فيلم تصويري لمحاضرة هاري سيدلر بعنوان «الهندسة المعمارية التي تستجيب للطبيعة» (1993) - في نادي هونغ كونغ ومركز كابيتا